# Heinz Vopel
Heinz Vopel, (Dortmund, 5 d'abril de 1908 - Dortmund, 22 de juny de 1959) fou un ciclista alemany, que es va especialitzar en les curses de sis dies en què va aconseguir 32 victòries, de les quals 29 fent parelles amb Gustav Kilian. La majoria van ser en proves als Estats Units d'Amèrica i al Canadà, ja que amb la pujada dels nazis al poder el 1933, es van prohibir aquesta mena de curses.
El seu fill Heinz també fou ciclista.

## Palmarès
- 1934
  - 1r als Sis dies de Cleveland (amb Werner Miethe i Gustav Kilian)
  - 1r als Sis dies de Minneapolis (amb Piet van Kempen i Reggie Fielding)
- 1935
  - 1r als Sis dies de Chicago (amb Gustav Kilian)
  - 1r als Sis dies de Mont-real 1 (amb Gustav Kilian)
  - 1r als Sis dies de Nova York (amb Gustav Kilian)
  - 1r als Sis dies de Pittsburgh (amb Gustav Kilian)
  - 1r als Sis dies de Mont-real 2 (amb Gustav Kilian)
- 1936
  - 1r als Sis dies de Milwaukee (amb Gustav Kilian)
  - 1r als Sis dies de Nova York (amb Gustav Kilian)
  - 1r als Sis dies de Chicago (amb Gustav Kilian)
  - 1r als Sis dies de Mont-real (amb Gustav Kilian)
  - 1r als Sis dies de Londres (amb Gustav Kilian)
- 1937
  - 1r als Sis dies de Pittsburgh (amb Jules Audy)
  - 1r als Sis dies de Cleveland (amb Gustav Kilian)
  - 1r als Sis dies de Milwaukee (amb Gustav Kilian)
  - 1r als Sis dies de Saint Louis (amb Gustav Kilian)
  - 1r als Sis dies d'Indianapolis (amb Gustav Kilian)
  - 1r als Sis dies de Mont-real (amb Gustav Kilian)
  - 1r als Sis dies de Nova York (amb Gustav Kilian)
  - 1r als Sis dies de Chicago (amb Gustav Kilian)
  - 1r als Sis dies de Buffalo (amb Gustav Kilian)
- 1938
  - 1r als Sis dies de Cleveland (amb Gustav Kilian)
  - 1r als Sis dies de Chicago 1 (amb Gustav Kilian)
  - 1r als Sis dies de Nova York (amb Gustav Kilian)
  - 1r als Sis dies de Chicago 2 (amb Gustav Kilian)
- 1939
  - 1r als Sis dies de Milwaukee (amb Gustav Kilian)
  - 1r als Sis dies de San Francisco (amb Gustav Kilian)
- 1940
  - 1r als Sis dies de Cleveland (amb Gustav Kilian)
  - 1r als Sis dies de Buffalo (amb Cecil Yates)
- 1941
  - 1r als Sis dies de Buffalo (amb Gustav Kilian)
- 1950
  - 1r als Sis dies de Hannover (amb Gustav Kilian)
- 1951
  - 1r als Sis dies de Berlín (amb Gustav Kilian)